# Duce de Bragança

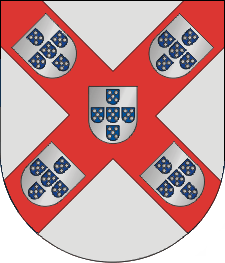
Emblema casei de Bragança

Ducatul de Bragança a fost creat în 1442 de către infantele Henric Navigatorul, regent al Portugaliei pentru fratele său bastard Afonso, conte de Barcelos. După obținerea independenței și urcarea lui Afonso II de Bragança pe tronul Portugaliei, titlul de duce de Bragança a fost purtat de mai mulți prinți din noua dinastie. În ziua de azi titlul este purtat de capul familiei de Portugalia.
- 1442-1461 Afonso I de Bragança
- 1461-1478 Fernando I de Bragança
- 1478-1483 Fernando II de Bragança
- 1483-1532 Jaime de Bragança
- 1532-1563 Teodósio I de Bragança
- 1563-1583 João I de Bragança
- 1583-1630 Teodósio II de Bragança
- 1630-1645 João II de Bragança devine rege al Portugaliei în 1640
- 1645-1653 Teodósio III de Bragança
- 1653-1667 Afonso II, rege al Portugaliei (1656-1667)
- al 11-lea duce João V, rege al Portugaliei (1706-1750)
- al 12-lea duce José I, rege al Portugaliei (1750-1777)
- al 13-lea duce Maria I, regină a Portugaliei (1777-1816)
- 1761-1788 José de Bragança, Infante de Portugalia
- al 15-lea duce João VI, rege al Portugaliei (1816-1826)
- al 16-lea duce Pedro IV, rege al Portugaliei (1826)
- al 17-lea duce Miguel I, rege al Portugaliei (1828-1834)
- al 18-lea duce Maria II, regină a Portugaliei (1826-1828, 1834-1853)
- al 19-lea duce Pedro V, rege al Portugaliei (1853-1861)
- 1863-1908 Carlos I, rege al Portugaliei
- 1887-1908 Luis Filipe de Saxa-Coburg și Gotha Bragança, Prinț Regal al Portugaliei

## Pretendenți la Ducatul de Bragança după abolirea monarhiei
- 1932 - 1987: Maria Pia de Saxa-Coburg-Gotha Bragança

- 1987 - Rosario Poidimani